# سامی کلارک
سامی کلارک (به عربی: سامي كلارك) (زاده ۱۹ مه ۱۹۴۸ – درگذشته ۲۰ فوریه ۲۰۲۲) خواننده و نوازنده لبنانی و یکی از مهمترین هنرمندان لبنانی به ویژه در زمینه ترانه‌های خارجی بود.

## زندگی‌نامه
نام واقعی او سامی هوبیکا است، اما او خود را سامی کلارک نامید تا بتواند تلفظ این نام را در زبان‌های خارجی تسهیل کند، به خصوص زمانی که او شروع به آواز خواندن به زبان‌های خارجی کرد. وی در روستای ضهور الشویر متولد و بزرگ شد. در جشنواره‌های موسیقی بلغارستان، آلمان، فرانسه، یونان و اتریش جوایز متعددی کسب کرد. دوره اوج او در اواخر دهه شصت و در دهه هفتاد میلادی بود.
کلارک همچنین به زبان‌های فرانسوی، ایتالیایی، ارمنی، یونانی، آلمانی و روسی آواز خواند وموفق شد در خوانندگی، عربی و دیگران زبان‌ها را مخلوط کند. او در خواندن موسیقی بسیاری از سریال‌های کارتونی در دهه هشتاد قرن گذشته، مانند گرندایزر و و جزیره گنج شرکت کرد.